# The Sun Makers
A The Sun Makers a Doctor Who sorozat 1977. november 26.-a és december 17.-e között vetítettek négy epizódban.

## Történet
A Tardis az emberi életre alkalmassá tett Plútón materializálódik. Leela észrevesz egy öngyilkosságra készülő férfit, és a Doktorral együtt megmenti őt. Megtudják, hogy ezen a bolygón az emberek szörnyű elnyomásban élnek, mindenért adót kell fizetniük, még a halálért is. Csatlakoznak a város sötét, napfénytől elzárt részében tengődő szökevényekhez, és fellázítják őket.

## Epizódok listája
| Epizódok sorszáma | Bemutató napja     | Hossza | Nézők száma (millió) |
| ----------------- | ------------------ | ------ | -------------------- |
| 1                 | 1977. november 26. | 24:59  | 8,5                  |
| 2                 | 1977. december 3.  | 24:57  | 9,5                  |
| 3                 | 1977. december 10. | 24:57  | 8,9                  |
| 4                 | 1977. december 17. | 24:57  | 8,4                  |

## Könyvkiadás
A könyvváltozatát 1982. november 18.-n adta ki a Target könyvkiadó.

## Otthoni kiadás
- VHS-n 2001 júliusában adták ki.
- DVD-n 2011. augusztus 1.-n adták ki.

### Fordítás
- Ez a szócikk részben vagy egészben  a   The_Sun_Makers című angol Wikipédia-szócikk fordításán alapul.  Az eredeti cikk szerkesztőit annak laptörténete sorolja fel. Ez a jelzés csupán a megfogalmazás eredetét és a szerzői jogokat jelzi, nem szolgál a cikkben szereplő információk forrásmegjelöléseként.